# 2-я парашютно-моторизованная дивизия «Герман Геринг»
2-я парашютно-моторизованная дивизия «Герман Геринг» (нем. Fallschirm-Panzergrenadier-Division 2 Hermann Göring) — сформирована 24 сентября 1944 года в районе Радома. Впоследствии была присоединена к 1-й парашютно-танковой дивизии «Герман Геринг» (Fallschirm-Panzer-Division 1 Hermann Göring), чтобы сформировать Парашютно-танковый корпус «Герман Геринг». После тяжёлых боев против Рабоче-крестьянской Красной армии в Пруссии, Померании, Силезии и Саксонии корпус сдался советским войскам 8 мая 1945 года.

## История
В начале октября 1944 года был собран Парашютно-танковый корпус «Герман Геринг» (нем. Fallschirm-Panzerkorps Hermann Göring). 2-я парашютно-моторизованная дивизия «Герман Геринг» и её родственная танковая дивизия «Герман Геринг» были переданы командованию корпуса. Затем танковый корпус был переброшен в регион Восточной Пруссии и Курляндии, чтобы остановить советское наступление. Из-за обеспечения изоляции группы армий «Север» советскими войсками в Курляндском котле, войско было направлено на захват Восточной Пруссии. Танковый корпус участвовал в тяжелых оборонительных боях возле Гумбиннена, и когда советские атаки прекратились в конце ноября, танковый корпус построил оборонительные рубежи.
Наступление советских войск на Висло-Одер остановило парашютно-танковый корпус «Герман Геринг» в котле Хайлигенбайль вместе с остальной частью 4-й армии. В феврале к корпусу была присоединена элитная танковая дивизия «Великая Германия».
Несмотря на несколько попыток прорыва, танковый корпус пришлось эвакуировать через море в Свиноуйсьце, Померания. После высадки корпус был брошен обратно в бой, защищая линию Одер-Нейсе от советских атак до середины марта. Для увеличения численности корпуса к нему была присоединена элитная дивизия «Бранденбург».
В апреле остатки танкового корпуса Германа Геринга были отправлены в Силезию и в тяжелых боях медленно оттеснены обратно в Саксонию. 22 апреля Дивизия «Герман Геринг» была одной из двух дивизий, прорвавших межармейскую границу 2-й польской армии и 52-й советской армии в бою под Баутценом, уничтожив части коммуникаций, логистику, материально-техническое снабжение и причинить серьёзный урон 5-й польской пехотной дивизии и 16-й танковой бригаде Польской Республики. Армию удалось остановить спустя два дня.
К началу мая танковый корпус был расположен недалеко от Дрездена. Остатки корпуса начали попытки прорыва на запад, чтобы сдаться американцам, остановившимся на Эльбе. Несмотря на попытки прорыва, корпус был окружен, и хотя несколько небольших групп успешно продвинулись на запад, бо́льшая часть корпуса сдалась Рабоче-крестьянской Красной армии 8 мая 1945 года.

## Командующий состав
- Генерал-майор Эрих Вальтер, 24 сентября — ноябрь 1944 г.
- Оберст Вильгельм Зет, ноябрь 1944 г. — январь 1945 г.
- Оберст Георг Зегерс (СВ), февраль — март 1945 г.
- Оберст Гельмут Хуфенбах, март 1945 г. — 27 марта 1945 г.
- Генерал-майор Эрих Вальтер, март — май 1945 г.